# Schnürlregen

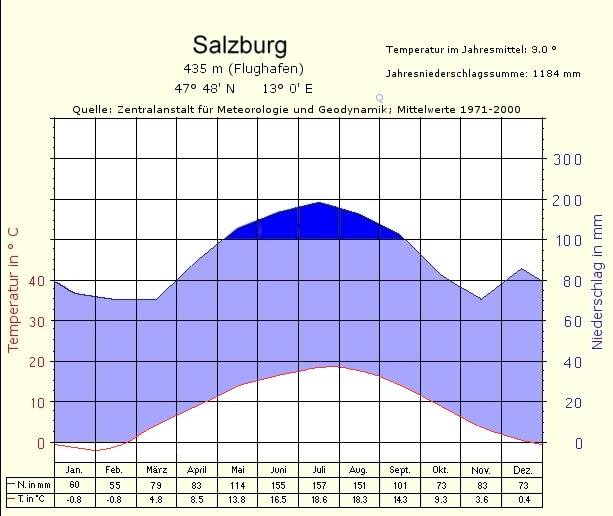
Niederschlag und Temperatur in der Stadt Salzburg im Jahreslauf

Schnürlregen oder Salzburger Schnürlregen bezeichnet eine spezifische Form des Sprüh- oder Nieselregens, die insbesondere im Salzkammergut – wegen der Nordstaulage – häufig vorkommt und zumeist länger anhält. Die Stadt Salzburg besitzt gegenüber dem Flachland und insgesamt vergleichsweise hohe Niederschlagsmengen. Sie sind gegenüber der Bundeshauptstadt Wien fast doppelt so hoch. Auch die Zahl der Tage mit Niederschlag ist mit 141,2 vergleichsweise hoch. Durch die Stauwirkung der im Süden der Stadt gelegenen nördlichen Kalkalpen sind besonders dort höhere Niederschlagsmengen als im nordwestlich angrenzenden Alpenvorland, aber auch als in einem Großteil der inneralpinen Räume des Landes Salzburgs, zu verzeichnen. 
Der Schnürlregen wird wegen der augenscheinlich nicht abreißenden relativ dünnen Tropfen so genannt, was im Hochdeutschen mit der Redensart  „es regnet Bindfäden“ ausgedrückt wird. Diese Regenart stellt insbesondere für die Freilichtaufführungen der Salzburger Festspiele und anderer Sommeraufführungen im Nordalpenbereich ein Problem dar, so dass für alle Aufführungsorte entweder regenfeste Rolldächer installiert oder Ausweichquartiere bereitgestellt werden müssen. Im Fall der traditionellen Jedermann-Aufführungen auf dem Domplatz ist dies seit 1960 das Große Festspielhaus in Salzburg. Die Felsenreitschule und der Residenzhof wurden – als weitere Spielstätten der Salzburger Festspiele – mit einem Rolldach regenfest gemacht.